# ポツダム宣言

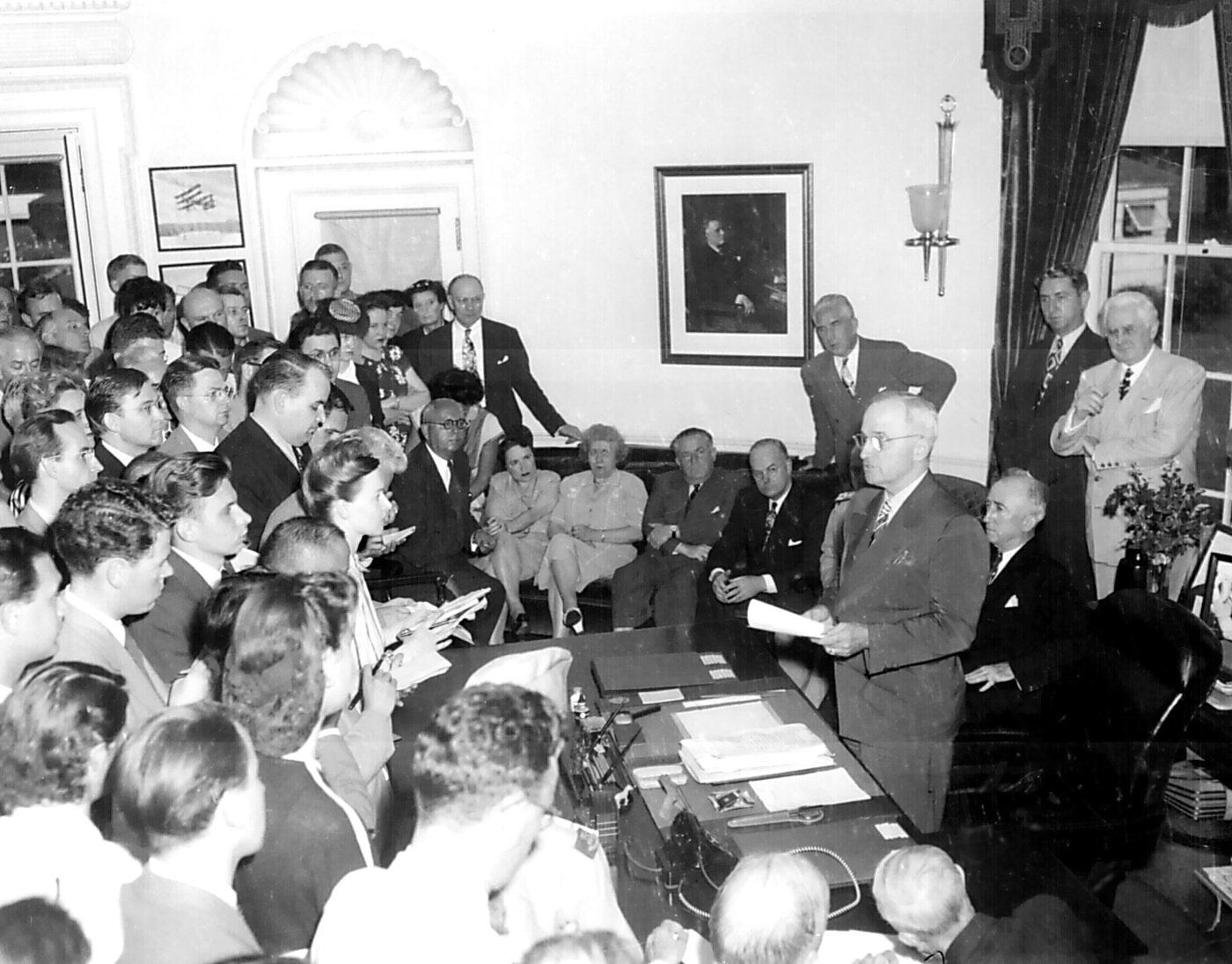
1945年8月14日、ホワイトハウスにて日本のポツダム宣言受諾を発表するハリー・S・トルーマン米国大統領

ポツダム宣言（ポツダムせんげん、英: Potsdam Declaration）は、1945年（昭和20年    ）7月26日にアメリカ、イギリス、中華民国の政府首脳の連名において日本に対して発された全13か条で構成される宣言。正式名称は、日本への降伏要求の最終宣言（にほんへのこうふくようきゅうのさいしゅうせんげん、Proclamation Defining Terms for Japanese Surrender）。宣言を発した各国の名をとって「米英支三国宣言（べいえいしさんごくせんげん）」ともいう。ソビエト連邦は、後から加わり追認した。そして、日本政府は日本時間で1945年8月14日にこの宣言を受諾し、9月2日に連合国への降伏文書調印・即時発効に至って第二次世界大戦・太平洋戦争（大東亜戦争）は終結した（日本の降伏）。

## 概要
ナチス・ドイツ降伏後の1945年（昭和20年）7月17日から8月2日にかけ、ベルリン郊外ポツダムにおいて、米国、英国、ソ連の連合国主要3カ国の首脳（アメリカ合衆国大統領ハリー・S・トルーマン、イギリスの首相ウィンストン・チャーチルおよびクレメント・アトリー、ソビエト連邦共産党書記長ヨシフ・スターリン）が集まり、第二次世界大戦の戦後処理について討議された（ポツダム会談）。
ポツダム宣言はこの会談の期間中、アメリカ大統領のトルーマン、イギリス首相のチャーチル、中華民国国民政府主席の蔣介石の3首脳連名で日本に対して発せられた降伏勧告である。事後報告を受けたソ連のスターリンは署名していない。
1945年8月10日（金）午前2時過ぎ、天皇の国法上の地位存続のみを条件とする外務大臣案（原案）を昭和天皇が採用し、ポツダム宣言を受諾した。
1945年（昭和20年）8月14日、日本政府は本宣言の受諾を駐スイスおよびスウェーデンの日本公使館経由で連合国側に通告、この事は翌8月15日に国民にラジオ放送を通じて発表された（玉音放送）。9月2日、東京湾内に停泊する戦艦ミズーリ甲板で日本政府全権の重光葵と大本営（日本軍）全権の梅津美治郎および連合各国代表が、宣言の条項の誠実な履行等を定めた降伏文書（休戦協定）に調印した。これにより、宣言は初めて外交文書として固定された。

## ポツダム宣言の内容

### 日本語訳文
ポツダム宣言（ウィキソース）を参照

### 英語原文
Potsdam Declaration（ウィキソース）を参照

## 宣言の策定と発表

### 背景
1943年1月のカサブランカ会談において、連合国は枢軸国のドイツ、イタリア、日本に対し、無条件降伏を要求する姿勢を明確化した。この方針はアメリカのフランクリン・ルーズベルト大統領の意向が強く働いたものであり、11月17日のカイロ宣言においてもこの姿勢は確認された。ソ連の最高指導者ヨシフ・スターリンやイギリスのウィンストン・チャーチル首相は条件を明確化したほうが良いと考えていたが、結局ルーズベルトの主張が通った。政府内のグループには「天皇制維持などの条件を提示したほうが、早期に対日戦が終結する」という提案を行う者も存在したが、大きな動きにはならなかった。ルーズベルト大統領が閣僚たちに相談もせずに突然決めたこの方針は、敵国の徹底抗戦を招き、無用に戦争を長引かせるとして、陸海軍の幹部はもとより、国務長官のコーデル・ハルも反対したが、ルーズベルトは死去するまでこの方針に固執した。
この方針は、表明されてから8ヶ月後に早くも破綻した。1943年9月にイタリアが連合国に和平を打診してきたとき、連合国側は無条件降伏を突きつけなかった。これまでと同じく、休戦協定によって戦闘が停止したのち、立場の強い側が弱い側に、自分に有利な終戦協定を押しつけるという従来の形で終戦がもたらされた。敗北した側が条件にこだわるのは当然であったが、ルーズベルトはあくまで勝者の論理で、漠然としか考えていなかった。
1945年2月のヤルタ会談においてはルーズベルトが既に病身であったために強い姿勢に出られず、樺太、千島列島、満洲における権益などの代償を提示してソ連に対して対日戦への参加を要請した。4月12日にルーズベルトが死去し、副大統領に就任してわずか3か月であったハリー・S・トルーマンが急遽大統領となった。トルーマンは外交分野の経験は皆無であり、また外交は主にルーズベルトが取り仕切っていたため、アメリカの外交政策は事実上白紙に戻った上で開始されることとなった。トルーマン大統領は就任後、4月16日のアメリカ議会上下両院合同会議で、前大統領の無条件降伏方針を受け継ぐと宣言し、4月22日、日本とドイツに無条件降伏を求める方針に変わりはないことをソ連のヴャチェスラフ・モロトフ外相に伝えたが、彼もまた、それをどう規定するのかはっきり考えてなかった。
5月7日にドイツが無条件降伏して崩壊した後、できる限り早期に対日戦争を終結させる必要に迫られ、トルーマン大統領は日本に降伏を呼びかけるために、無条件降伏を定義する必要に迫られた。そこで彼は5月8日、戦争情報局が用意し、大統領軍事顧問ウィリアム・リーヒが賛同した、次のような無条件降伏の定義と和平の呼びかけを、日本に対して発表した。「我々の攻撃は日本の陸軍と海軍が無条件降伏して武器を置くまでやむことはないだろう。日本国民にとって無条件降伏とは何を意味するのか。それは戦争が終わることを意味する。日本を現在の災厄へ導いた軍事的指導者の影響力が除去されることを意味する。無条件降伏とは日本国民の絶滅や奴隷化を意味するのではない。」またアメリカ政府による日本に降伏を求める、アメリカ海軍情報局から戦争情報局に出向していたエリス・M・ザカライアス海軍大佐の「ザカライアス放送」が8月4日までに14回行われている。もともとアメリカ軍の幹部は、無条件降伏が政治的スローガンにすぎず、早期和平の妨げになると思っていたので、無条件降伏とは軍事に限定されるのであって、政治的なものではないことを明らかにすることによって、日本に受け入れられやすいものにしようとした。しかし日本政府は5月9日に徹底抗戦を改めて表明するなど、これを受け入れる姿勢をとらなかった。

### 降伏勧告路線の本格化

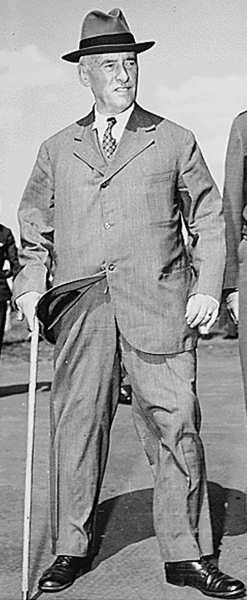
ヘンリー・スティムソン（1945年）

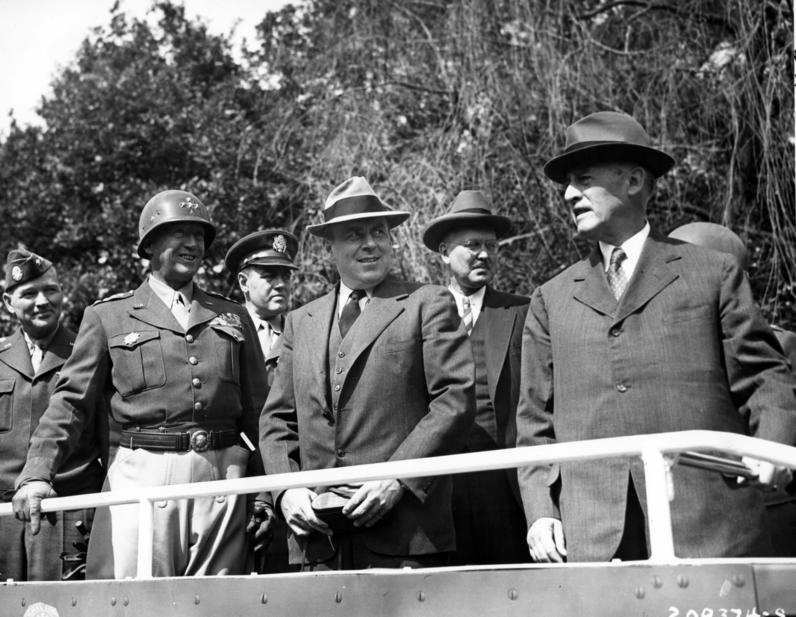
ポツダム会談の最中に、占領アメリカ軍を訪問するマックロイ。左側のヘルメットをかぶった人物はジョージ・パットン

アメリカ合衆国政府内では、日本を降伏に追い込む手段として、原子爆弾の開発・使用、日本本土侵攻作戦（ダウンフォール作戦。コロネット作戦やその前哨であるオリンピック作戦等を包括する総合計画）、ソ連の対日参戦の三つの手段を検討していた。原子爆弾はその威力によって日本にショックを与えることができると考えられ、開発計画が進展していた。一方で陸軍参謀総長ジョージ・マーシャルを中心とする軍は、日本降伏には日本本土侵攻作戦が必要であるが膨大な犠牲を伴うことが予想され、それを軽減するためにはソ連の参戦が必要であると考えていた。ソ連の参戦は日本軍を大陸に釘付けにするとともに、ソ連を仲介として和平を試みていた日本に大きなショックを与えるとみられていた。
一方で国務次官ジョセフ・グルーをはじめとする国務省内のグループは、政治的解決策を模索していた。グルーは日本が受け入れ可能な降伏可能案を提示して降伏に応じさせる、「条件付き無条件降伏」を提案していた。5月28日には天皇制を保障した降伏勧告案をトルーマン大統領に提示した。一方陸軍長官ヘンリー・スティムソンは無条件降伏原則を破ることに否定的であったが、日本本土侵攻作戦の犠牲者数想定が膨大なものとなると、グルーやジョン・マックロイ陸軍次官補、ハーバート・フーヴァー元大統領らの意見に従い、降伏条件提示に傾くようになった。
1945年6月18日のホワイトハウスにおける会議で、日本本土侵攻作戦が討議された。スティムソンは日本本土侵攻作戦に賛成の意を示しつつも、政治的解決策が存在することをほのめかした。マックロイはこの会議の最中発言せず、会議終了直前にトルーマンがマックロイの意見を問いただした。マックロイは「閣下は別の方策をお持ちだと思います。それは徹底的に検討されるべき方法で、もし我々が通常の攻撃および上陸以外の方法を検討しないのであれば、どうかしていると言われても仕方の無い事だと思いますよ。」「我々が良しとする条件を日本政府に対して説明してやる事です。」と答え、政治的解決策の重要性を主張した。トルーマンが具体的にどういう条件かと聞いたところ、マックロイは「私は、日本が国家として生存する事を許し、また立憲君主制という条件でミカド（天皇）の保持を認めるという事です」と答えた。トルーマンは「それはまさに私が考えていたことだ」と答え、スティムソンも「（この案が表明されたことは）たいへん喜ばしい」と同意した。マックロイは原爆の投下についても事前に日本に警告を行うべきであるとしたが、もし爆発が失敗した場合にアメリカの威信に傷が付くという反発を受けた。トルーマンはマックロイに日本に対するメッセージについて検討するべきであると命じたが、原爆については言及しないようにと付け加えた。これはトルーマンも対日降伏勧告の意志を持っていたが、マーシャルらの手前自ら主張することは好ましくないと考え、マックロイらに口火を切らせたとも見られている。これ以降、スティムソン、マックロイらを中心とした陸軍が日本への降伏勧告案について検討を本格化するようになった。

### 三人委員会

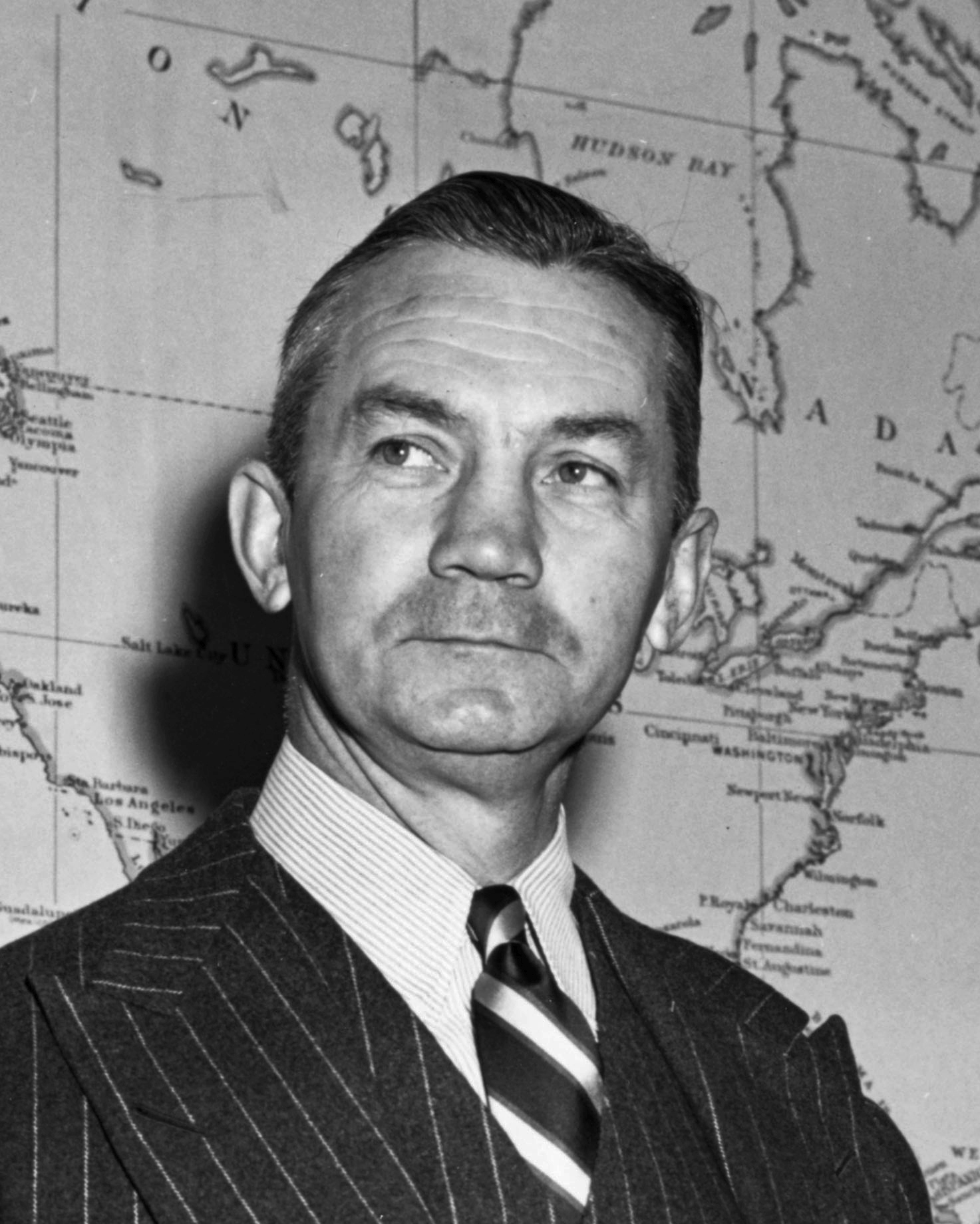
ジェームズ・フォレスタル

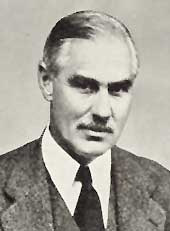
ジョセフ・グルー

6月19日、陸軍、海軍、国務省の検討機関である三人委員会（Committee of Three）、すなわちスティムソン、ジェームズ・フォレスタル海軍長官、グルーらによって対日降伏勧告の討議が始まった。フォレスタルの回想によると、対日降伏勧告には大統領付参謀長ウィリアム・リーヒ元帥やアーネスト・キング、チェスター・ニミッツといった海軍首脳も賛成していると述べられた。この日の午後、スティムソンの起草による対日降伏勧告のための大統領覚書の口述筆記が開始された。6月26日の三人委員会ではスティムソンがこの覚書案となる「対日計画案」を提示した。
6月26日の対日計画案
- 我々が日本に対して行使しようとしている力は多様かつ圧倒的である。この力を行使した場合、日本の破壊は不可避であり徹底的となる。
- 連合国は世界征服の挙に出て国を欺いた者達の権力と勢力を除去する。
- 日本の主権は日本本土諸島に限定され、日本が再び戦争を起こし、それを支持することができないよう無力化する。
- 我々は日本の国を滅亡させ、日本民族を絶滅させる意志を持たない。
- 日本から軍国主義の影響が排除された場合、我々は日本が生存に必要な産業を保持することを認める。やがては日本と互恵的な貿易関係を構築することを認める。
- 前記の目的が達成され、日本国民の多数を代表する平和的政権が成立すれば、連合軍は日本から撤退する。

この降伏勧告はアメリカとイギリス、そしてもしソ連が参戦していた場合にはソ連の首脳も加えた名義で公表されるとしていた。また、スティムソンは個人的意見として現皇統における立憲君主制を排除しないことを付け加えれば降伏は実現しやすいであろうと述べた。また宣言発表のタイミングは日本本土侵攻作戦が行われる前、日本が狂信的な絶望に追い込まれる前に行う必要があるとした。またソ連の参戦が行われても、ソ連軍の侵攻があまり進展しないうちに行うのが望ましいとした。委員会では、この勧告が実際に行われて失敗した場合でもアメリカ国民の戦意高揚の効果があり、無害で済むと判定され、スティムソンの原案をグルーとフォレスタルは承認した。

### 勧告文の検討
三人委員会は実際の降伏勧告文を策定する小委員会を結成させ、そのチームに検討を行わせる事とした。この委員会はマックロイ、海軍長官特別補佐官のコレア大佐、国務次官補特別補佐官のユジーン・ドゥーマン、国務省極東課長ジョセフ・ウィリアム・バランタインらによって構成されていた。トルーマンはポツダム会議のために7月6日にはアメリカを離れるため、委員会はそれまでに宣言案を策定する必要があった。6月27日に最初の委員会が開かれた。最初の会議にはコレアとドゥーマンは欠席したため、バランタイン以外のメンバーは全員が陸軍関係者であった。討議においてはスティムソン案を原案とすることとなっており、マックロイが実質的な委員会の主宰者となった。しかしバランタインが国務省案の降伏勧告案を提議したため、議論は難航することとなった。国務省案は以前グルーが大統領に提出していたドゥーマン案を元としており、天皇制の存続については極めてぼやかした表現となっていた。このため国務省案は会議によって退けられ、再びスティムソン案を中心として討議されることとなった。この日の会議で陸軍作戦部（OPD）のファーヒー大佐が宣言の発出者に蔣介石を加えるべきであることや、連合国と日本が交渉を行うべきでないことなどの意見を述べた。
翌6月28日の会議でドゥーマンは天皇制保障の文言を入れるべきでないと主張した。グルーら国務省内の知日派は天皇制保障が不可欠であると考えていたが、これらの意見は対日融和的であると批判され、国務省内でも世論の反発を怖れ、彼ら知日派は孤立する傾向があった。グルーやダレスをはじめとする共和党の保守派にとって、戦争に勝利するだけでは不十分であり、天皇制を維持することが重要であった。それは、戦後の日本に穏健な資本主義勢力を残し、そこにアメリカの金融資本を投入することで、アメリカの金融機関や企業が長期的かつ安定的に利益を得られる基盤を築けると考えられていたからである。ドゥーマンはこの降伏勧告を日本が受け入れる可能性は極めて低いと考えており、文言に対するアメリカ世論の反発を防ごうと考えていた。1945年6月のギャラップ調査によると33％が昭和天皇の処刑を求め、17％が裁判を、11％が生涯における拘禁、9％が国外追放するべきであると回答するなど、天皇に対するアメリカ世論は極めて厳しかった。
スティムソンら陸軍は天皇制保障が必要不可欠であると考えており、議論は紛糾した。しかし陸軍が議論の主導権を握り、OPDのチャールズ・H・ボーンスティール3世が、国務省案を一部参考にしながらもスティムソン案を基本的な原案とする箇条書きの草案を作成することとなった。ボーンスティールは周囲からの助言も受けて6月29日までに草案を策定した。6月29日の早朝にボーンスティール草案がマックロイの元に届けられた。この日の委員会でボーンスティール草案が採択されたが、国務省はこの草案は国務省で再検討されなければならないと条件をつけた。またOPDは同時期に宣言発表のタイミングとしてソ連の対日参戦直後が最も効果的であるという勧告を行っている。マックロイはスティムソンにボーンスティール草案を送付し、6月30日からスティムソンとともに草案の修正作業を行った。スティムソンは「かなりの修正をした」と回顧録に残している。7月2日、スティムソンはこの修正草案と6月26日の「対日計画案」一部修正したものをトルーマンに提出した。この修正草案は13条となっており、「現皇統による立憲君主制を排除しない」という文言も入ったものであり、第二項で「日本国が無条件降伏するまで」という文言はあるものの、日本軍隊の無条件降伏を求めたものであった。

### 発表直前の修正

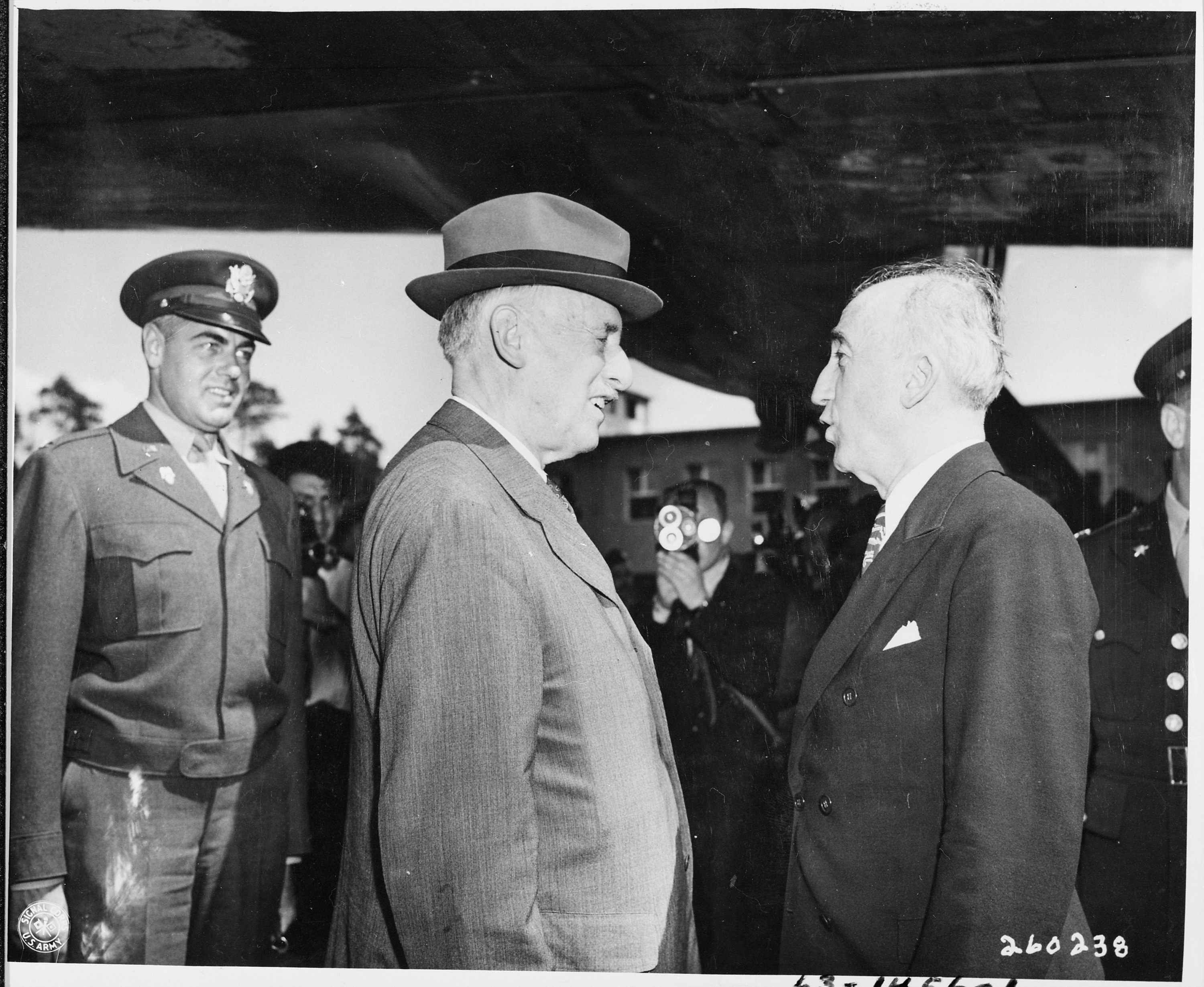
スティムソンとバーンズ。1945年7月15日、ベルリン

7月3日、ジェームズ・F・バーンズが新たな国務長官に就任した。バーンズはトルーマンに信頼された私的な助言者であり、彼の就任はスティムソンの大統領に対する影響力を低下させた。バーンズは対日強硬派であり、国務次官補アーチボルト・マクリーシュをはじめとする親中国派は巻き返しを図った。7月6日、国務省はスティムソン草案のさらなる改訂を要求し、7月7日の幹部会で草案が「日本」「日本政府」に呼びかけていた部分が「日本国民」に変更された。省内の混乱を見たバーンズはコーデル・ハル元国務長官に相談し、直接天皇制に言及した天皇制保障条項を一旦削除することを考えるようになった。バーンズは占領の際に天皇制が利用できるかどうかを見た上で、天皇制の存続をアメリカが決定できるようにと考えていた。
ポツダム会談の公式日程では対日問題は議題とならなかった。一方でスティムソンは日本がソ連に和平仲介を求めていることを察知し、日本がソ連の懐に飛び込む前に日本を降伏させるべきと考えた。そのためこの会談中に降伏勧告を発するべきと主張し、リーヒ参謀長の支持を得たものの、バーンズは反対した。またリーヒ参謀長は、草案第二項において「日本の無条件降伏」となっていた部分を「日本軍の無条件降伏」と改め、天皇制保障条項を「日本国民は自らの政治形態を決定できる」と天皇に言及しない形に改めるよう提案した。トルーマンは公表の意思を固め、リーヒの提唱した変更を行うと決定した。スティムソンは天皇制に言及しないことが日本の降伏拒否を招くのではないかと懸念し、もし日本側がこの一点で戦い続けるならば大統領が外交チャンネルを通じて「口頭で保証」を与えるように提案した。トルーマンはスティムソンの意見を承諾し、後の国務省による回答につながることになる。
7月24日にイギリスに声明案が提示され、翌7月25日にチャーチルが修正案を回答した。その内容は声明が呼びかける対象を「日本国民」から「日本」「日本政府」に再度変更すること、民主化の主体を「日本政府」と明記すること、占領の対象を「日本領土」から「日本領土の諸地点」に変更すること、の三点であった。トルーマンはイギリスの修正を全面的に受け入れ、声明発出の準備を行うとともに原爆投下命令を承認した。会談に参加しなかった蔣介石には、電報で草案が伝えられた。蔣介石は宣言文の一か所だけを直してきた。それは自分は国家元首だから、（元首でない）チャーチルより前に自分の名前が置かれるべきである、ということであった。7月26日、「ポツダム宣言」として知られる降伏勧告がトルーマン、チャーチル、蔣介石の名で発表された。また、宣言文はポツダム協定の付属議定書に「検討されたアメリカ提案」として付記された。この時点では、ソ連はまだ日本と開戦しておらず、署名には名を連ねていない。

### 日本への伝達
ベルリン時間の7月26日午後9時20分の宣言の発表と同時にトルーマン大統領は戦時情報局 (OWI) に対し、この宣言をあらゆる手段で日本国民に周知させることを指示した。これに基づき東部戦時時間午後4時（東京時間7月27日午前5時）OWI の西海岸の短波送信機から英語の放送が始まった。重要な部分は4時5分から日本語で放送された。日本語の全文 OWIサンフランシスコ支部が作成し、ワシントンD.C.の国務省の言語専門家が電話でチェックしたのち、午後6時（東京時間午前7時）サンフランシスコから放送された。その後、日本語の放送は西海岸の11の短波送信機、ホノルルの短波送信機、サイパンの中波送信機が繰り返した。全ての定時番組は中止され宣言の放送を繰り返した。西海岸からは20の言語で宣言が放送された。その後数日間に渡って一定間隔で宣言の放送が繰り返された。日本側では外務省、同盟通信社、陸軍、海軍の各受信施設が第一報を受信した。

## 発表後の反応

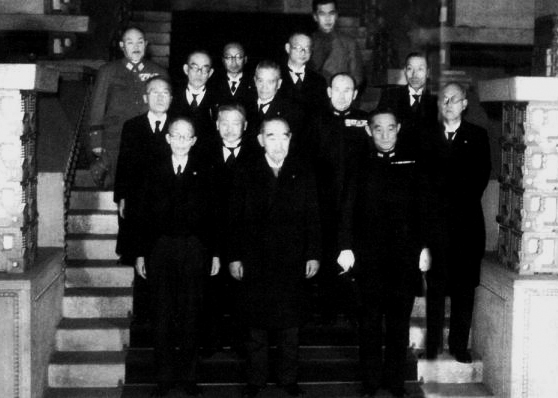
鈴木貫太郎内閣

ポツダム宣言の発表をうけた日本政府（鈴木貫太郎内閣）では、この宣言に対する対応を検討した。宣言文の翻訳に携わったのは条約局第一課長下田武三であった。外務省定例幹部会は受諾はやむを得ないが、未だ交渉の余地はあり、「黙っているのが賢明で、新聞にはノー・コメントで掲載するよう指導するのが適当である」という決定を行った。これをうけた外務大臣東郷茂徳は最高戦争指導会議と閣議において、「本宣言は有条件講和であり、これを拒否する時は極めて重大なる結果を惹起する」と発言した。しかし、陸海軍からはいずれ本宣言は世論に伝わるため「断固抵抗する大号令」を発せられるよう指導するよう主張した。結局は東郷の意見が通り、ポツダム宣言を公式に報道するものの、政府は内容について公式な言及をしないということが閣議決定された。
7月27日、日本政府は宣言の存在を論評なしに公表した。ところが翌28日の新聞報道では、讀賣報知（読売新聞）で「笑止、対日降伏条件」、毎日新聞で「笑止! 米英蔣共同宣言、自惚れを撃破せん、聖戦飽くまで完遂」「白昼夢 錯覚を露呈」などという新聞社による論評が加えられていた。また、陸軍からは「政府が宣言を無視することを公式に表明するべきである」という強硬な要求が行われ、同日、鈴木貫太郎首相は記者会見で「共同声明はカイロ会談の焼直しと思う、政府としては重大な価値あるものとは認めず「黙殺」し断固戦争完遂に邁進する」（毎日新聞、1945年（昭和20年）7月29日）と述べ（記事見出しは全て現代仮名遣いに修正）、翌日朝日新聞で「政府は黙殺」などと報道された。この「黙殺（Mokusatsu）」は日本の国家代表通信社である同盟通信社では「ignore（無視）」と英語に翻訳され、またロイターとAP通信では「reject（拒否）」と訳され報道された。東郷は「鈴木の発言が閣議決定違反である」と抗議している。なお、ラジオ・トウキョウがどのように応えたかは確認されていない。
トルーマンは、7月25日の日記で「日本がポツダム宣言を受諾しないことを確信している」と記載したように、日本側の拒否は折り込み済みであった。むしろ宣言のみによる降伏ではなく、宣言の拒否が原子爆弾による核攻撃を正当化し、また組み合わせて降伏の効果が生まれると考えていた。8月6日には広島市への原子爆弾投下が行われ、広島市における甚大な被害が伝えられた。また8月9日（日本時間）の未明にはソ連が日ソ中立条約を一方的に破棄し、満洲国、朝鮮半島北部、南樺太への侵攻を開始（ソ連対日参戦）、ポツダム宣言に参加した。これらに衝撃を受けた鈴木首相は、同日の最高戦争指導会議の冒頭で「ポツダム宣言を受諾する他なくなった」と述べ、意見を求めた。強く反対する者はおらず、また会議の最中に長崎市への原子爆弾投下が伝えられたこともあり、「国体の護持」「自発的な武装解除」「日本人の戦犯裁判への参加」を条件に、宣言の受諾の方針が優勢となった。しかし、陸軍大臣阿南惟幾はなおも戦争継続を主張し、議論は昭和天皇臨席の最高戦争指導会議に持ち越された。

### 受諾
10日未明の御前会議でもポツダム宣言の受諾につき、天皇の国法上の地位存続のみを条件とする外務大臣案（原案）と、これに自主的な軍隊の撤兵と内地における武装解除、戦争責任者の日本による処断、保障占領の拒否の3点を加えて条件とする陸軍大臣案とが対立して決定を見ず、午前2時過ぎに議長の鈴木から、昭和天皇に聖断を仰ぐ奏上が為された。天皇は外務大臣案（原案）を採用すると表明、その理由として、従来勝利獲得の自信ありと聞いていたが計画と実行が一致しないこと、防備並びに兵器の不足の現状に鑑みれば、機械力を誇る米英軍に対する勝利の見込みはないことを挙げた。次いで、軍の武装解除や戦争責任者の引き渡しは忍びないが、大局上三国干渉時の明治天皇の決断の例に倣い、人民を破局より救い、世界人類の幸福のために外務大臣案で受諾することを決心したと述べる。このあと、「天皇の国法上の地位を変更する要求を包含し居らざることの了解の下受諾する」とした外務大臣案に対して、枢密院議長の平沼騏一郎元首相から異議が入り、その結果“「天皇統治の大権を変更する」要求が含まれていないという了解の下に受諾する”という回答が決定された。これは3時からの閣議で正式に承認され、スウェーデンとスイスに向けて送信された。これとは別に同盟通信社からモールス通信で交戦国に直接通知が行われた。また受諾方針については勅語の発表まで公表を行わないことにした。
大西洋標準時（以下本パラグラフのみ）8月10日7時、アメリカはこの電文を傍受した。これを受けたアメリカ政府内では、日本側の申し入れを受け入れるべきであるというスティムソン、フォレスタル、リーヒに対し、バーンズは「我々がなぜ無条件降伏の要求から後退しなければならないのか分からない。もし条件を付けるとすれば、日本側ではなくアメリカ側から提示するべきだ。」と反対した。結局フォレスタルの提案で、肯定的な返事をするが、アメリカ政府の立場について誤解を与えない回答を行うべきであるという決定が下された。これにしたがってバーンズを中心とした国務省で対日回答案の検討が開始され、10日の閣議で決定された。回答案は英・ソ・中の三国に伝達され、同意が求められた。イギリスは同意したが、ソ連は日本が条件をつけようとしていることを非難した。しかし翌日未明には反対を撤回し、かわりに日本占領軍の最高司令官を米ソから一人ずつ出すという案を提案してきた。W・アヴェレル・ハリマン駐ソ大使はこれを拒否し、結局バーンズの回答案が連合国の回答として決定された。
この「バーンズ回答」は、「降伏の時より、天皇及び日本国政府の国家統治の権限は降伏条項の実施の為其の必要と認むる処置を執る連合軍最高司令官に従属（subject to）する」としながらも、「日本の政体は日本国民が自由に表明する意思のもとに決定される」というものであった。スティムソンによると、この回答の意図は、「天皇の権力は最高司令官に従属するものであると規定することによって、間接的に天皇の地位を認めたもの」であった。また、トルーマンは自身の日記に「彼らは天皇を守りたかった。我々は彼らに、彼を保持する方法を教えると伝えた。」と記している。
回答案は8月11日の正午にスイスに向けて打電され、12日午後0時45分に日本の外務省が傍受した。"subject to"の訳について「制限の下に置かれる」だと解釈する外務省と「隷属する」だと解釈する軍部の間の対立があり、軍部強硬派が国体護持について再照会を主張し、鈴木首相もこれに同調した。東郷外相は正式な公電が到着していないと回答して時間稼ぎを行ったが、一時は辞意を漏らすほどであった。8月13日午前2時になって駐スウェーデン公使岡本季正から、バーンズ回答は日本側の申し入れを受け入れたものであるという報告が到着し、外務省の主張に力を与えた。この日の閣議は二回行われ、二回目には宣言の即時受諾が優勢となった。一方でアメリカでは日本の回答が遅いという世論が起きており、この日の夕刻にはアメリカ軍が東京に日本の申し入れとバーンズ回答を記したビラを散布している。
8月14日に改めて御前会議を開き、昭和天皇のいわゆる「聖断」による宣言受諾が決定され、同日付で終戦の詔勅が発せられた。同日、加瀬俊一スイス公使を通じて、宣言受諾に関する詔書を発布した旨、また受諾に伴い各種の用意がある旨が連合国側に伝えられた。
8月15日正午、日本政府は宣言の受諾と降伏決定をラジオ放送による昭和天皇の肉声を通して国民に発表（玉音放送）。なお、陸海軍に停戦命令が出されたのは8月16日、更に正式に終戦協定及び降伏が調印されたのは9月2日である。宣言受諾とその発表を巡っては国内で混乱が見られ、宣言受諾が決定したという報が入ると、クーデターによって玉音放送を中止させて「本土決戦内閣」を樹立しようという陸軍青年将校の動きがあり、15日未明に一部部隊が皇居の一部や社団法人日本放送協会などを占拠したものの、陸軍首脳部の同意は得られず失敗に終わった（宮城事件）。なお、クーデターが起きる中、阿南惟幾陸相は15日早朝に自決している。
その後も8月中は、国内ではポツダム宣言受諾に反対する右翼団体構成員らによる松江騒擾事件や集団自決事件、陸軍将校等が地方の放送局を占拠する事件が相次いだ。その一方では、ソ連や中国との間で戦闘が継続した。9月2日、日本政府は米戦艦ミズーリの艦上で降伏文書に調印した。降伏文書の最終文節には、バーンズ回答にあった「"subject to"」の内容が盛り込まれ、日本政府はこれを「制限ノ下ニ置カルル」と訳した。その後も各戦線に残存していた日本軍と中国軍・アメリカ軍との小規模の戦闘は続いた。

## 「無条件降伏」の当否
日本の降伏が「無条件降伏」にあたるかに関して、軍事的意味においてはポツダム宣言受諾が「無条件降伏」にあたることについての異論は見受けられないが、第12条等による記述が明確に条件に該当するかについては異論がある。
国家に対する降伏については、ポツダム宣言自体が政府間の一つの条件であり、第5条には「吾等の条件は左の如し。吾等は右条件より離脱することなかるべし。右に代る条件存在せず。」と明言されているとし、「無条件降伏（降服・降譲）」という文字はポツダム宣言第13条および降伏文書第2項にも使用されているが、これはいずれも日本の「軍隊」に関することであって、このためにポツダム宣言の他の条項が当事者を拘束する効力を失うものであると解すべきではないとする説がある。
ポツダム宣言第12条は「日本国国民の自由に表明せる意思に従い平和的傾向を有し且責任ある政府の樹立」を求めており、バーンズ回答では「日本の最終的な政治形態はポツダム宣言に従い、日本国民の自由に表明する意思によって確立される」となっていた。これは、天皇制問題を日本国民の意思に委ねるという連合国による保証であった。
青山武憲は、降伏文書に規定されたポツダム宣言（特に第12条に言及）は日本と連合国が共に拘束されるものであり、日本は無条件降伏ではなく条件付降伏であったと主張する。
有馬哲夫は、日本の利益代表国であったスイスに残されている外交文書を分析して、「日本は、『バーンズ条件』の拒否と読める回答についてアメリカ側からなんのコメントもないまま一方的に『終戦』を宣言してしまった」とし、「互いにいいっぱなしで、条件についてはうやむやなまま終わった」と報告している。
そもそもルーズベルトの「無条件降伏」による「国家間の戦争終結方式」の提起は、英国・ソ連など連合国として参戦していた諸国を困惑させるものであった。またアメリカ政府内でルーズベルトとトルーマンの「無条件降伏」観に違いがあり、トルーマンの対日政策も当初は「条件付無条件降伏論」に立脚しながら占領初期に「条件」の契約性の否認を表明しており、揺れがある。
連合国としてではないが、米国内の通達としてトルーマン大統領からマッカーサー元帥に対し行われた通達において、「われわれと日本との関係は、契約的基礎の上に立つているのではなく、無条件降伏を基礎とするものである。貴官の権限は最高であるから、貴官は、その範囲に関しては日本側からのいかなる異論をも受け付けない」趣旨の指令があり、米国大統領の対日政策の基本認識が示されている。この通達はトルーマン大統領からマッカーサー連合国最高司令官へのTOP SECRETの文章であり直接日本政府に通告されたものではないが、降伏文書（契約的性質を持つ文書）を交わしたアメリカが実質的にその契約性を否認していた証拠と解する立場もある。
これを受けて、1945年9月3日に連合国軍最高司令官総司令部はトルーマン大統領の布告を受け、「占領下においても日本の主権を認める」としたポツダム宣言を反故にし、「行政・司法・立法の三権を奪い軍政を敷く」という布告を下し、さらに「公用語も英語にする」とした。これに対して重光外相は、ダグラス・マッカーサー最高司令官に「占領軍による軍政は日本の主権を認めたポツダム宣言を逸脱する」、「ドイツと日本は違う。ドイツは政府が壊滅したが（フレンスブルク政府）日本には政府が存在する」と猛烈に抗議し、布告の即時取り下げを強く要求した。その結果、連合国軍側は即時に布告の即時取り下げを行い、占領政策は日本政府を通した間接統治となった（連合国軍占領下の日本）。

## ポツダム宣言と領土問題
ポツダム宣言8条の規定は戦後日本の領土問題あるいは外交問題の焦点としてしばしば論じられる。
なお、日本政府は「第二次世界大戦後の日本の領土を法的に確定したのはサンフランシスコ平和条約であり、カイロ宣言やポツダム宣言は日本の領土処理について、最終的な法的効果を持たない」としている。
ソビエト社会主義共和国連邦（現在のロシア連邦）については対日宣戦布告の8月8日にポツダム宣言への参加を表明しており、これは日ソ中立条約の廃止通告後の処理に違反している。ソビエトはポツダム宣言や降伏文書に参加したもののサンフランシスコ平和条約に署名しておらず、南樺太および千島列島の領土権は未確定である。ソ連は1945年9月3日までに歯舞諸島に至る全千島を占領し、1946年1月の連合軍最高司令官訓令SCAPIN第677号（指定島嶼部での日本政府の行政権停止訓令）直後に自国領土への編入宣言を行った。この時点での占領地の自国への併合は形式的には領土権の侵害であり、とくに北方四島については1855年の日露和親条約以来一貫した日本領土であり平和的に確定した国境線であったため、台湾や満洲・朝鮮などとは異なり、カイロ宣言およびその条項を引き継ぐポツダム宣言に明白に違反しているとしている。一方でソビエトはヤルタ会談における協定による正当なものと主張している。その後、返還を条件に個別の平和条約締結交渉が行われることになっていたが日ソ共同宣言の段階で停滞しており、2025年現在も戦争状態が終了したのみで平和条約の締結は実現していない。
中華人民共和国についてはポツダム宣言、降伏文書に参加しておらず（当時国家として存在しなかった。成立は1949年（昭和24年））、サンフランシスコ平和条約に署名もしていない。直接の領土に関する規範は日中共同声明および日中平和友好条約が基礎であり、日中共同声明において（台湾について）ポツダム宣言8項に立脚して処理することと声明し、日中平和友好条約において領土保全の相互尊重を正式に締約した。また中華民国についてはポツダム宣言、降伏文書に参加しているがサンフランシスコ平和条約に参加しておらず、直接の領土に関する規定は日華平和条約（1952年8月5日発効）による。ただし1972年（昭和47年）9月29日に共同声明発出・平和友好条約締結による日中国交回復のために「終了」（事実上破棄）された。南沙諸島は1938年の領有宣言以来、日本領として台湾の一部を形成していたが、ポツダム宣言受諾による台湾の放棄が規定化されるなかで1949年フィリピンによる領有宣言、サンフランシスコ条約による日本の正式な放棄後の1973年にはベトナムの併合宣言、翌1974年の中華人民共和国の抗議声明など係争の対象となっている。
北マリアナ諸島については1899年にドイツ帝国領となり、第一次世界大戦の後、日本の委任統治下にあったが、ポツダム宣言受託による行政権放棄に従い、1947年にアメリカ合衆国の信託統治に変更され、現在は北マリアナ自治領を形成している。

## ポツダム宣言の効力等
日本政府は「ポツダム宣言第6項は当時の連合国側の政治的意図を表明した文章であり、その詳細について政府としてお答えする立場にない」「ポツダム宣言は日本国との平和条約（サンフランシスコ平和条約）により連合国との間で戦争状態が終結されるまでの間の連合国による日本国に対する占領管理の原則を示したものであり、ポツダム宣言の効力は日本国との平和条約が効力を発生すると同時に失われた」としている。

## ポツダム宣言の受諾に伴い施行された主な法令

### 1945年
- Supreme Command for Allied Powers Instruction Note（昭和20年9月2日）：通称「SCAPIN」
- 「ポツダム」宣言ノ受諾ニ伴ヒ発スル命令ニ関スル件（昭和20年勅令第542号）：通称「ポツダム緊急勅令」
- 昭和二十年勅令第五百四十二号（「ポツダム」宣言ノ受諾ニ伴ヒ発スル命令ニ関スル件）施行ニ関スル件（昭和20年勅令第543号）
- 昭和二十年勅令第五百四十二号「ポツダム」宣言ノ受諾ニ伴ヒ発スル命令ニ関スル件ニ基ク国防保安法廃止等ニ関スル件（昭和20年勅令第568号）
- 昭和二十年勅令第五百四十二号ポツダム宣言ノ受諾ニ伴ヒ発スル命令ニ関スル件ニ基ク航海ノ制限等ニ関スル件（昭和20年運輸省令第40号）
- 昭和二十年勅令第五百四十二号「ポツダム」宣言ノ受諾ニ伴ヒ発スル命令ニ関スル件ニ基ク政治犯人等ノ資格回復ニ関スル件（昭和20年勅令第730号）

### 1946年
- 昭和二十年勅令第五百四十二号ポツダム宣言の受諾に伴ひ発する命令に関する件に基く東亜海運株式会社の解散に関する勅令（昭和21年勅令第563号）

### 1947年
- 公職に関する就職禁止、退職等に関する勅令（昭和22年勅令第1号）
- ポツダム宣言の受諾に伴い発する命令に関する件に基く陸軍刑法を廃止する等の政令（昭和22年政令第52号）

### 1952年
- ポツダム宣言の受諾に伴い発する命令に関する件に基く警察関係命令の措置に関する法律（昭和27年法律第13号）
- ポツダム宣言の受諾に伴い発する命令に関する件に基く大蔵省関係諸命令の措置に関する法律（昭和27年法律第43号）
- ポツダム宣言の受諾に伴い発する命令に関する件に基く農林関係諸命令の措置に関する法律（昭和27年法律第73号）
- ポツダム宣言の受諾に伴い発する命令に関する件の廃止に関する法律（昭和27年法律第81号）
- ポツダム宣言の受諾に伴い発する命令に関する件に基く文部省関係諸命令の措置に関する法律（昭和27年法律第86号）
- ポツダム宣言の受諾に伴い発する命令に関する件に基く経済安定本部関係諸命令の措置に関する法律（昭和27年法律第88号）
- ポツダム宣言の受諾に伴い発する命令に関する件に基く連合国財産及びドイツ財産関係関係諸命令の措置に関する法律（昭和27年法律第95号）
- ポツダム宣言の受諾に伴い発する命令に関する件に基く建設省関係命令の措置に関する法律（昭和27年法律第98号）
- ポツダム宣言の受諾に伴い発する命令に関する件に基く厚生省関係諸命令の措置に関する法律（昭和27年法律第120号）
- ポツダム宣言の受諾に伴い発する命令に関する件に基く外務省関係諸命令の措置に関する法律（昭和27年法律第126号）
- ポツダム宣言の受諾に伴い発する命令に関する件に基く法務府関係諸命令の措置に関する法律（昭和27年法律第137号）

### 1959年
- 連合国財産の返還等に伴う損失の処理等に関する法律（昭和34年法律第165号）